# Ol'ha Bryzhina
Ol'ha Arkadiïvna Bryzhina, nata Vladykina (in ucraino Ольга Аркадіївна Владикіна-Бризгіна?, in russo Ольга Аркадьевна Владыкина-Брызгина?, Ol'ga Arkad'evna Vladykina-Bryzgina; Krasnokamsk, 30 giugno 1963), è un'ex velocista sovietica, campionessa olimpica dei 400 metri piani a Seul 1988.

## Biografia
In carriera ha vinto tre ori e un argento olimpico suddivisi tra 400 metri piani e staffetta 4×400 metri. I primi successi internazionali arrivano ai Giochi olimpici del 1988 a Seul, quando conquista l'oro sia nei 400 metri che nella 4×400 metri; in quest'ultima prova la squadra sovietica stabilisce con 3'15"17 anche il record mondiale di specialità.
Quattro anni dopo a Barcellona 1992, sotto le insegne della Comunità degli Stati Indipendenti è nuovamente oro nella staffetta 4×400 m, mentre nella gara individuale deve accontentarsi dell'argento dietro alla francese Marie-José Pérec.
Bryzhina è stata anche campionessa mondiale nel 1987 e nel 1991. Il suo miglior crono sui 400 metri, di 48"27, è tuttora il 4º miglior tempo di sempre della specialità.

## Record nazionali
Ucraini
- 400 metri piani: 48"27 ( Canberra, 6 ottobre 1985)
- 400 metri piani indoor: 50"81 ( Mosca, 14 febbraio 1987)
- Staffetta 4×400 metri: 3'21"94 ( Monaco di Baviera, 17 luglio 1979) (Nadija Olizarenko, Ljudmyla Džyhalova, Ol'ha Bryzhina, Marija Pinigina)

## Progressione

### 400 metri piani
| Stagione | Tempo | Luogo      | Data      | Rank. Mond. |
| -------- | ----- | ---------- | --------- | ----------- |
| 1992     | 49"05 | Barcellona | 5-8-1992  |             |
| 1991     | 49"82 | Tokyo      | 27-8-1991 |             |
| 1988     | 48"65 | Seul       | 26-9-1988 |             |
| 1987     | 49"38 | Roma       | 31-8-1987 |             |
| 1986     | 49"67 | Stoccarda  | 28-8-1986 |             |
| 1985     | 48"27 | Canberra   | 6-10-1985 |             |
| 1984     | 48"98 | Kiev       | 22-6-1984 |             |
| 1983     | 50"48 | Mosca      | 21-6-1983 |             |
| 1982     | 52"26 | Kiev       | 14-8-1982 |             |

## Palmarès
| Anno                                      | Manifestazione  | Sede       | Evento      | Risultato | Prestazione | Note            |
| ----------------------------------------- | --------------- | ---------- | ----------- | --------- | ----------- | --------------- |
| In rappresentanza dell' Unione Sovietica  |                 |            |             |           |             |                 |
| 1986                                      | Europei         | Stoccarda  | 400 m piani | Argento   | 49"67       |                 |
| 1987                                      | Mondiali        | Roma       | 400 m piani | Oro       | 49"38       |                 |
| 1987                                      | Mondiali        | Roma       | 4×400 m     | Argento   | 3'19"50     |                 |
| 1988                                      | Giochi olimpici | Seul       | 400 m piani | Oro       | 48"65       | Record olimpico |
| 1988                                      | Giochi olimpici | Seul       | 4×400 m     | Oro       | 3'15"18     | Record mondiale |
| 1991                                      | Mondiali        | Tokyo      | 400 m piani | 4ª        | 49"82       |                 |
| 1991                                      | Mondiali        | Tokyo      | 4×400 m     | Oro       | 3'18"43     |                 |
| In rappresentanza della Squadra Unificata |                 |            |             |           |             |                 |
| 1992                                      | Europei indoor  | Genova     | 400 m piani | Argento   | 51"48       |                 |
| 1992                                      | Giochi olimpici | Barcellona | 400 m piani | Argento   | 49"05       |                 |
| 1992                                      | Giochi olimpici | Barcellona | 4×400 m     | Oro       | 3'20"20     |                 |

## Altre competizioni internazionali
1985
- Coppa Europa di atletica leggera ( Mosca)